# Tradução jurídica
Uma tradução jurídica é uma tradução especializada que requer um profundo entendimento dos sistemas jurídicos, habilidades de redação e domínio de terminologia específica. Ela é usada em documentos legais que servirão de base para decisões legais, tendo efeitos diretos nas partes envolvidas em um processo específico. 

## Tipos de documentos
Exemplos desses documentos incluem:
- Procuração,
- Escritura,
- Petições
- Contestações
- Defesas
- Ações,
- Decisões
- Sentenças
- Certidões do registro civil
- Declarações
- Medidas cautelares
- Legislação, entre outros.

## Tradução jurídica e tradução pública
Um tradutor jurídico deve ter conhecimento jurídico e cultural de ambos os países envolvidos para evitar traduções incorretas e situações embaraçosas. É importante notar que nem todas as traduções jurídicas precisam ser traduções públicas (ou "juramentadas"). 
No Brasil, apenas as traduções que necessitam de fé pública devem ser públicas. Um tradutor jurídico é diferente de um tradutor público, pois este último é nomeado oficialmente por uma junta comercial e recebe a fé pública pela Lei nº 14.195 para poder atestar a tradução. 

## Execução
O papel do tradutor jurídico é traduzir textos jurídicos, como processos judiciais e decisões, e conhecer a terminologia relacionada a leis, regras e instituições jurídicas. Uma tradução jurídica segue padrões específicos, como manter repetições irrestritas, respeitar a forma dos documentos, analisar palavra por palavra e traduzir objetivamente. Em algumas situações, especialistas jurídicos são contratados para garantir a qualidade e validade do conteúdo. O prazo de entrega de uma tradução jurídica está diretamente relacionado ao número de páginas.